# Le Luart
Le Luart és un municipi francès situat al departament del Sarthe i a la regió de País del Loira. L'any 2007 tenia 1.271 habitants.

## Demografia

### Població
El 2007 la població de fet de Le Luart era de 1.271 persones. Hi havia 532 famílies de les quals 148 eren unipersonals (72 homes vivint sols i 76 dones vivint soles), 192 parelles sense fills, 160 parelles amb fills i 32 famílies monoparentals amb fills.
La població ha evolucionat segons el següent gràfic:
Habitants censats

### Habitatges
El 2007 hi havia 592 habitatges, 531 eren l'habitatge principal de la família, 38 eren segones residències i 23 estaven desocupats. 550 eren cases i 9 eren apartaments. Dels 531 habitatges principals, 356 estaven ocupats pels seus propietaris, 164 estaven llogats i ocupats pels llogaters i 11 estaven cedits a títol gratuït; 17 tenien una cambra, 46 en tenien dues, 106 en tenien tres, 169 en tenien quatre i 193 en tenien cinc o més. 472 habitatges disposaven pel capbaix d'una plaça de pàrquing. A 234 habitatges hi havia un automòbil i a 234 n'hi havia dos o més.

### Piràmide de població
La piràmide de població per edats i sexe el 2009 era:
| Homes | Edats   | Dones |
| ----- | ------- | ----- |
| 0     | 95 o +  | 0     |
| 4     | 90 a 94 | 8     |
| 16    | 85 a 89 | 12    |
| 8     | 80 a 84 | 12    |
| 12    | 75 a 79 | 16    |
| 24    | 70 a 74 | 36    |
| 36    | 65 a 69 | 36    |
| 16    | 60 a 64 | 28    |
| 20    | 55 a 59 | 24    |
| 56    | 50 a 54 | 28    |
| 32    | 45 a 49 | 44    |
| 36    | 40 a 44 | 16    |
| 24    | 35 a 39 | 36    |
| 48    | 30 a 34 | 48    |
| 20    | 25 a 29 | 16    |
| 24    | 20 a 24 | 20    |
| 28    | 15 a 19 | 28    |
| 40    | 10 a 14 | 20    |
| 28    | 5 a 9   | 24    |
| 28    | 0 a 4   | 28    |

## Economia
El 2007 la població en edat de treballar era de 770 persones, 541 eren actives i 229 eren inactives. De les 541 persones actives 502 estaven ocupades (267 homes i 235 dones) i 39 estaven aturades (12 homes i 27 dones). De les 229 persones inactives 93 estaven jubilades, 47 estaven estudiant i 89 estaven classificades com a «altres inactius».

### Ingressos
El 2009 a Le Luart hi havia 563 unitats fiscals que integraven 1.326,5 persones, la mediana anual d'ingressos fiscals per persona era de 16.358 €.

### Activitats econòmiques
Dels 38 establiments que hi havia el 2007, 1 era d'una empresa alimentària, 1 d'una empresa de fabricació d'altres productes industrials, 14 d'empreses de construcció, 9 d'empreses de comerç i reparació d'automòbils, 1 d'una empresa de transport, 2 d'empreses d'hostatgeria i restauració, 2 d'empreses financeres, 2 d'empreses immobiliàries, 3 d'empreses de serveis, 1 d'una entitat de l'administració pública i 2 d'empreses classificades com a «altres activitats de serveis».
Dels 19 establiments de servei als particulars que hi havia el 2009, 1 era una oficina bancària, 1 taller de reparació d'automòbils i de material agrícola, 1 paleta, 3 guixaires pintors, 2 fusteries, 1 lampisteria, 6 empreses de construcció, 1 perruqueria, 1 restaurant, 1 agència immobiliària i 1 saló de bellesa.
Dels 4 establiments comercials que hi havia el 2009, 1 era una fleca, 1 una carnisseria, 1 una peixateria i 1 una llibreria.
L'any 2000 a Le Luart hi havia 16 explotacions agrícoles que ocupaven un total de 711 hectàrees.

## Equipaments sanitaris i escolars
El 2009 hi havia una escola elemental.

## Poblacions més properes
El següent diagrama mostra les poblacions més properes.